# Naomie Pieter
Naomie Pieter (Alphen aan den Rijn, 20 januari 1990) is een Nederlands performancekunstenaar, choreograaf en antiracisme- en queeractivist.

## Biografie
Naomie Pieter is een van de vier kinderen van haar ouders. Haar ouders komen uit Curaçao. Toen Pieter zes jaar oud was gingen haar ouders uit elkaar; de kinderen groeiden verder op bij hun moeder. Na de middelbare school volgde zij een mbo-dansopleiding aan het ROC in Amsterdam, tot een knieblessure in 2009 een einde maakte aan haar danscarrière. Op zestienjarige leeftijd kwam Pieter uit de kast als queer. Ze organiseerde in Den Haag feesten voor lesbische vrouwen, zoals On Heelz in 2011, en werd een queer rolmodel. In 2012 organiseerde ze de Vrouwenemancipatieboot bij de Pride Amsterdam en in 2013-2015 was ze jongerenambassadeur in Den Haag.
In 2016 begon ze met een choreografieopleiding aan de Amsterdamse Hogeschool voor de Kunsten. Ze voltooide deze opleiding op dertigjarige leeftijd in 2020. Sindsdien ziet zij zichzelf meer als een performancekunstenaar en wil zich toeleggen op ruimtes ontwerpen, decors waar zijzelf of anderen kunnen performen. Volgens een interview in dagblad Trouw kunnen zo ook haar activisme en haar danspassie met elkaar verenigd worden; "een demonstratie is per slot van rekening ook een soort performance".
Op maandag 19 januari 2019 trad ze met de performance Timeless Demonstrations op bij het event TEDx Alkmaar.

## Activisme
In 2014 werd Pieter actief bij Kick Out Zwarte Piet, en was ze het gezicht van de Black Lives Matterdemonstraties in Nederland. Van 2015 tot 2020 was ze woordvoerder van Kick Out Zwarte Piet. Gaandeweg raakte zij ervan overtuigd dat in de lhbti-beweging een antiracistisch geluid nodig is. Ze richtte de The Black Queer Archives en Black Queer & Trans Resistance Netherlands (2018) op: initiatieven ter bevordering van de emancipatie van de zwarte lhbti-gemeenschap. In 2018-2019 organiseerde ze het queer dancehallfeest Pon di Pride. Ze werd bestuurslid van COC Amsterdam en richtte binnen Pride Amsterdam de Pride of Colourcommissie op. Zij organiseerde de eerste Black Gay Pride NL (Amsterdam, 25 juli 2020) en is een van de initiatiefnemers van Daughters of Ivory, dat rondom Pride evenementen organiseert voor lesbische, biseksuele en transgender meiden van kleur.

## Onderscheidingen
- In 2020 kreeg Pieter van de werkgroep Seksuele diversiteit van GroenLinks het Roze Lieverdje uitgereikt, een Amsterdamse prijs voor voorvechters van lhbti-rechten.[13] Het jaar erop had ze zitting in de jury voor deze prijs.[14]
- In 2020 ontving Pieter de vredesprijs Pax Duif van de katholieke organisatie PAX.[4][2][15]
- In 2020 riep Opzij haar uit tot winnaar van de Top 100 Meest Invloedrijke Vrouwen 2020 in de categorie cultuur.[16]
- In 2021 kreeg ze de Winq Inspiration Award.[17]
- In 2021 werd aan Pieter de Jos Brink-innovatie-prijs uitgereikt door demissionair minister Ingrid van Engelshoven in het DeLaMar Theater in Amsterdam.[18]
- In 2021 kreeg zij van COC Nederland (bij het 75-jarig jubileum) de Bob Angelo Sterren van de Toekomst-trofee.[19]